# Epidendrum riobambae
Epidendrum riobambae är en orkidéart som beskrevs av Rudolf Schlechter. Epidendrum riobambae ingår i släktet Epidendrum och familjen orkidéer.
Artens utbredningsområde är Ecuador. Inga underarter finns listade i Catalogue of Life.